# Palalido (Valdagno)
Il PalaLido è un palazzetto dello sport di Valdagno in provincia di Vicenza in Veneto.
Il palasport è utilizzato dall'Hockey Club Valdagno per la disputa delle partite casalinghe dal 2008, anno dell'inaugurazione dell'impianto, e dall'Hockey Club Valdagno femminile.

## Struttura
Di pianta rettangolare, è costituito da una tribuna da 1000 posti e da 2 curve di 250 ognuna. È una struttura polifunzionale dove si possono praticare diversi sport:
- hockey su pista
- pallacanestro
- pallavolo
- calcio a 5

## Principali eventi ospitati
- CERH European League: Final Six 2009-2010
- Supercoppa italiana: 2010, 2012, 2013